# Tramlink (Londen)

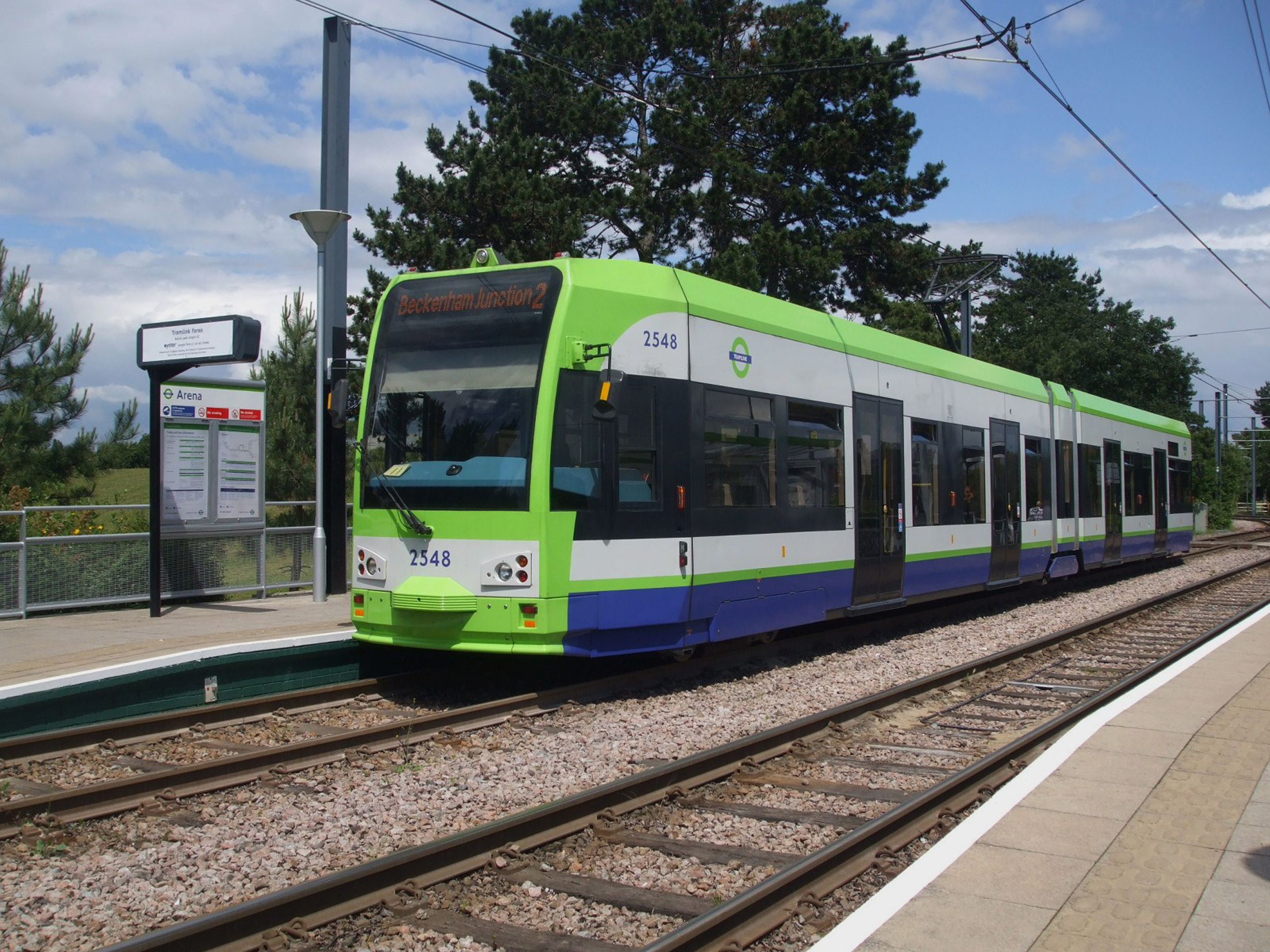
Tram nr. 2548

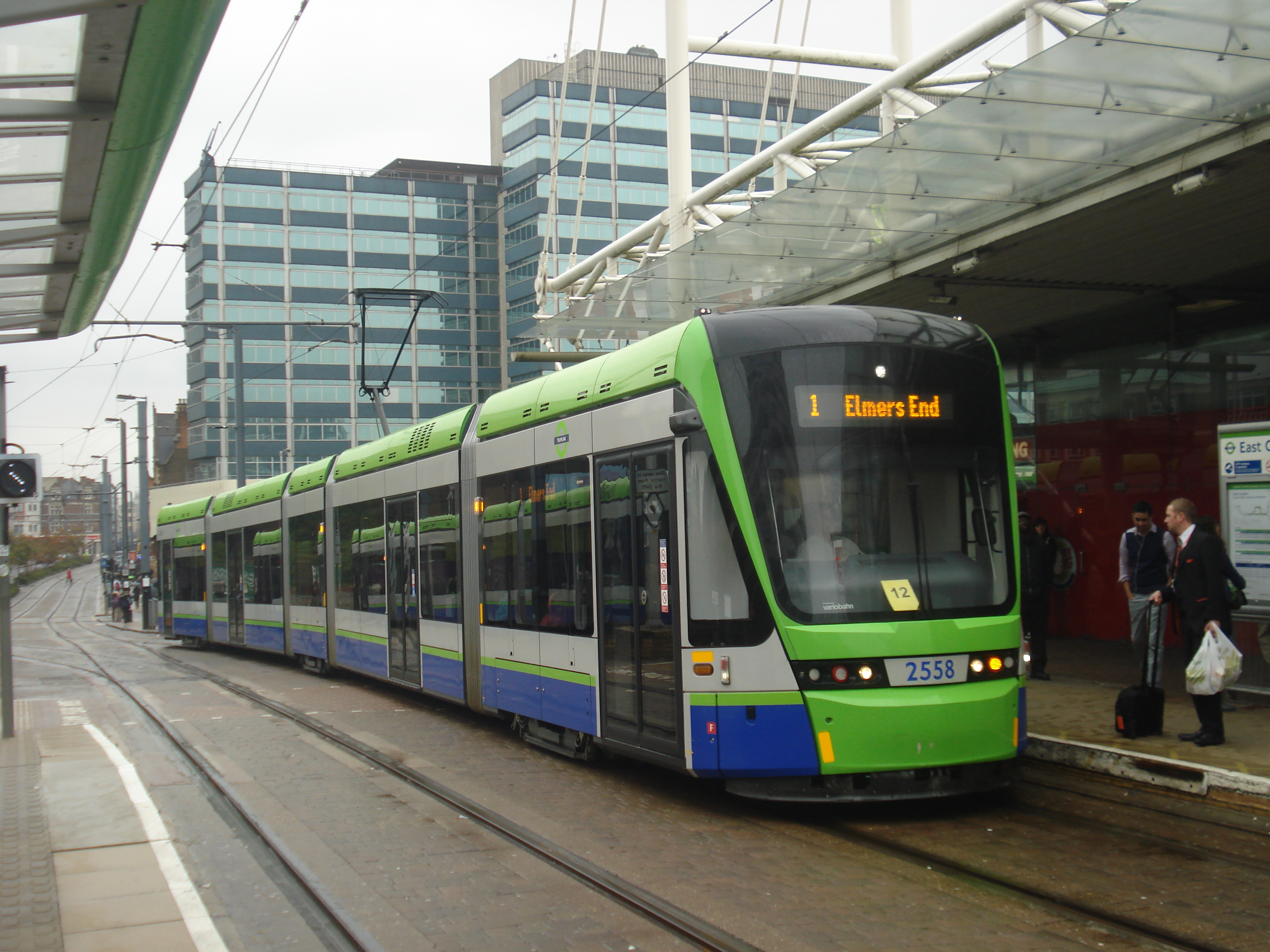
Tram nr. 2558

Tramlink (voorheen: Croydon Tramlink) is een trambedrijf in Croydon (Zuid-Londen), dat in mei 2000 werd geopend. FirstGroup voert de tramdiensten uit in opdracht van London Trams, een onderdeel van Transport for London.

## Materieel
Het tramnet bestaat uit vier lijnen die geëxploiteerd worden met 36 lagevloertrams (tweerichtingmaterieel).
Oorspronkelijk waren er enkel 24 trams van het type CR-4000. Deze trams hebben de nummers 2530-2553 gekregen. Dit is een voortzetting van het nummersysteem van het vroegere Londense trambedrijf dat in 1952 werd opgeheven. De CR-4000-trams zijn gelijk aan de Keulse K4000-trams waardoor de toegangsdeur voor de trambestuurder aan de verkeerde kant zit. Ze zijn gebouwd door Bombardier Transportation en maken deel uit van de Flexity Swift-sneltramfamilie.
Op 18 augustus 2011 werd een order bij Stadler Rail geplaatst ter waarde van £16 miljoen voor in eerste instantie zes trams van het type Variobahn. Deze vertonen veel overeenkomsten met de Bergense trams. In 2014 volgde nog een bestelling van vier trams en in 2016 werd het totaal aantal Variobahn tramstellen op 12 gebracht. Deze hebben de nummers 2554-2565.

## Ongeval 2016
Op 9 november 2016 ontspoorde een tram ten oosten van Croydon. Zeven mensen vonden de dood en meer dan vijftig raakten gewond bij dit ongeval.

## Lijnennet

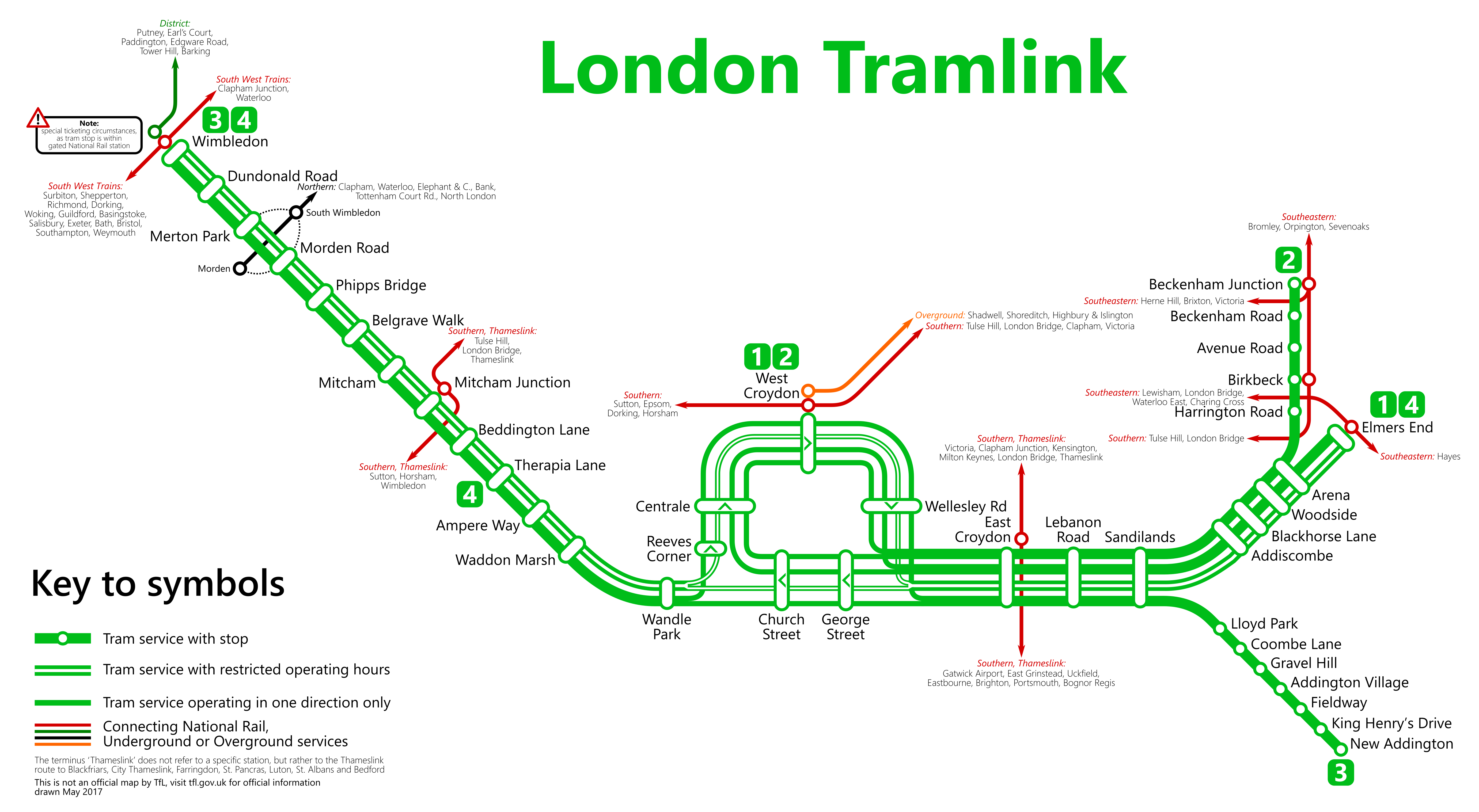
Kaart van het tramnet.

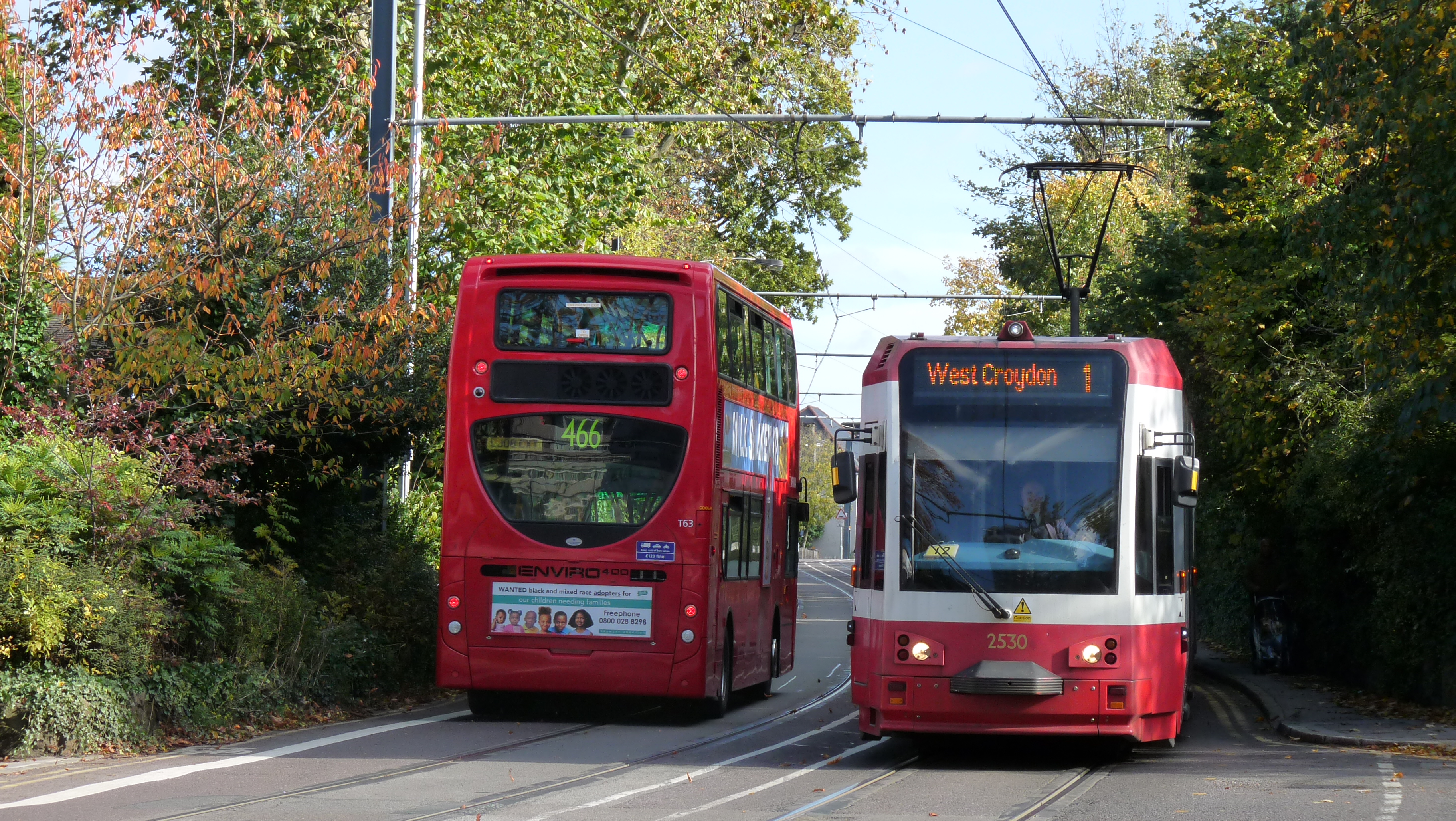
In de eerste jaren waren alle trams rood met wit.

Het net is 28 kilometer lang en telt 38 haltes, waarvan er 11 gezamenlijk worden bediend. Bij veel haltes is er een overstapmogelijkheid op de bus of de trein.
| Lijn 1 | Elmers End - Arena - Woodside - Blackhorse Lane - Addiscombe - Sandilands - Lebanon Road - East Croydon - (keerlus Croydon: George Street - Church Street - Centrale - West Croydon - Wellesley Road) - East Croydon - en vervolgens via de route van lijn 2 terug naar Beckenham Junction |
| Lijn 2 | Beckenham Junction - Beckenham Road - Avenue Road - Birkbeck - Harrington Road - Arena - Woodside - Blackhorse Lane - Addiscombe - Sandilands - Lebanon Road - East Croydon - (keerlus Croydon: George Street - Church Street - Centrale - West Croydon - Wellesley Road) - East Croydon - en vervolgens via de route van lijn 1 terug naar Elmers End |
| Lijn 3 | New Addington - King Henry's Drive - Field Way - Addington Village - Gravel Hill for Addington Palace - Coombe Lane - Lloyd Park - Sandilands - Lebanon Road - East Croydon - (richting Wimbledon: George Street - Church Street) - (richting New Addington: Reeves Corner - Centrale - West Croydon - Wellesley Road) - Wandle Park - Waddon Marsh - Ampere Way - Therapia Lane - Beddington Lane - Mitcham Junction - Mitcham - Belgrave Walk - Phipps Bridge - Morden Road - Merton Park - Dundonald Road - Wimbledon |
| Lijn 4 | Elmers End - Arena - Woodside - Blackhorse Lane - Addiscombe - Sandilands - Lebanon Road - East Croydon - (richting Wimbledon: George Street - Church Street) - (richting Elmers End: Reeves Corner - Centrale - West Croydon - Wellesley Road) - Wandle Park - Waddon Marsh - Ampere Way - Therapia Lane |